# Кельи (Архангельская область)
Кельи — деревня в Холмогорском районе Архангельской области.

## География
Находится в центральной части Архангельской области на расстоянии приблизительно 12 км на юго-запад по прямой от села Емецк на левом берегу реки Емца.

## История
Была отмечена еще в 1939 году в составе Меландовского сельсовета как Верхние и Нижние Кельи Емецкого района. До 2015 года входила в Зачачьевское сельское поселение, с 2015 по 2022 в Емецкое сельское поселение до его упразднения.

## Население
Численность населения: 3 человека (русские 100 %) в 2002 году, 1 в 2019.